# Hazleton, Pennsylvania
Hazleton, Pennsylvania là một thành phố thuộc quận Luzerne trong tiểu bang Pennsylvania, Hoa Kỳ. Thành phố có diện tích km², dân số theo điều tra năm 2000 của Cục điều tra dân số Hoa Kỳ là 23.329 người.